# Afrikanska scoutregionen (WOSM)

Karta över medlemmar eller potentiella medlemsländer

Den afrikanska scoutregionen är ett regionskansli för World Organization of the Scout Movement (WOSM), med sin sätesort i Nairobi, Kenya. Regionen har även kontor i Kapstaden, Sydafrika och Dakar, Senegal. Den afrikanska regionen behandlar scouting i Subsahariska Afrika och närliggande öar som är erkända medlemmar av WOSM. Regionen har idag 35 medlemmar i form av nationella scoutorganisationer/-föreningar och 11 potetiella medlemmar. Det finns drygt en miljon registrerade scouter i Afrika även om det antas finnas det dubbla i regionen. De stora nationerna Mali, Guinea-Bissau och Centralafrikanska republiken, och ett flertal mindre nationer, är av olika anledningar ännu inte erkända som WOSM-medlemmar.
Den här regionen är motpart till Afrikanska regionen inom World Association of Girl Guides and Girl Scouts (WAGGGS). 